# Izzy's Night Out
Izzy's Night Out  è un cortometraggio muto del 1914. Il nome del regista non viene riportato nei credit del film che fa parte di circa una decina di cortometraggi che avevano come protagonista il personaggio di Izzy Hupp, interpretato da Max Davidson.

## Trama
Izzy viene mandato dalla moglie a comprare il sapone, ma lui spende i soldi per comprarsi del liquore con cui si ubriaca. Sdraiato sotto a un albero ombroso, Izzy si addormenta. In quelle condizioni, lo vede un gruppo di buontemponi in auto che, senza svegliarlo, lo trasportano fino a casa loro. La mattina seguente, Izzy si sveglia nel letto di una lussuosa stanza, con un pigiama di seta e un valletto che lo serve concedendogli qualsiasi capriccio. Rimpinzato di ghiottonerie e gonfio di champagne, si addormenta. I buffoni lo rimettono nei suoi vecchi vestiti e lo riportano sotto l'albero. Questa volta, però, quando si risveglia, il sogno si trasforma in un incubo. Sopra di lui incombe sua moglie Becky che si china su di lui brandendo un grosso bastone.

## Produzione
Il film fu prodotto dalla Reliance Film Company.

## Distribuzione
Distribuito dalla Mutual, il film - un cortometraggio in un rullo - uscì nelle sale cinematografiche degli Stati Uniti il 24 giugno 1914.